# زانکت روپرچ آندر راب

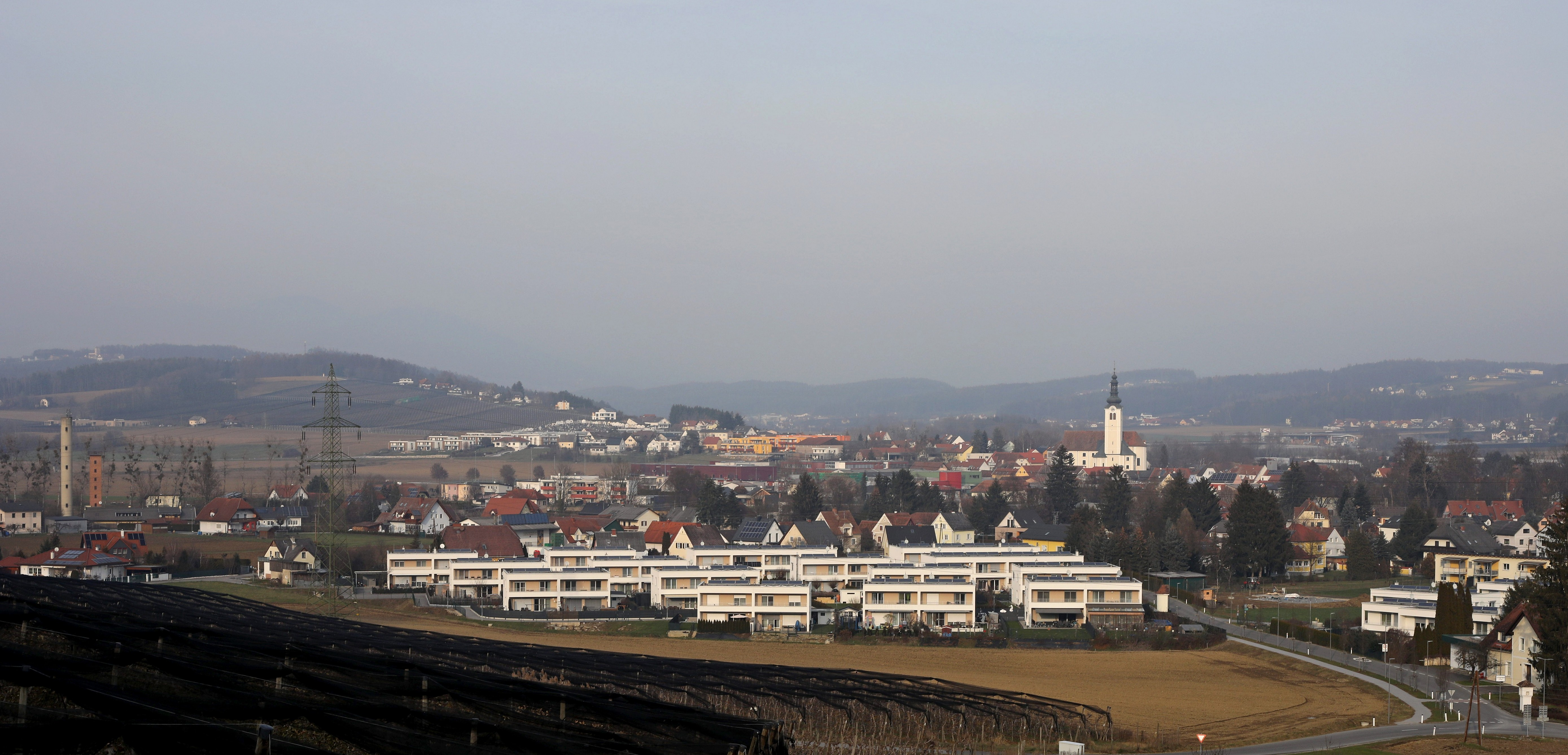

زانکت روپرچ آندر راب (به آلمانی: Sankt Ruprecht an der Raab) یک منطقهٔ مسکونی در اتریش است که در وایتس واقع شده‌است. زانکت روپرچ آندر راب ۴۱٫۰۸ کیلومتر مربع مساحت دارد ۳۸۸ متر بالاتر از سطح دریا واقع شده‌است.